# Berts bravader
Berts bravader är en ungdomsroman i dagboksform från 1991 av de svenska författarna Anders Jacobsson och Sören Olsson. Boken handlar om Bert Ljung från 2 januari till 1 januari nästa år under de kalenderåren han fyller 14 år och 15 år. Berts standard för inledning i boken är "Tjena", och "Tjena, tjena – mittbena" för avslutning. Inget speciellt årtals almanacka används. Till skillnad från föregående år för Bert dagbok några gånger i månaden i stället för varje dag, men kapitlen är längre än i Berts betraktelser-trilogin. Berts bravader lästes också upp i radio, i Unga Efter tre under tidigt 1990-tal.

## Bokomslag
Bokomslaget visar en gräsplätt nära badstranden, där Bert ligger på en filt, där han bland annat slängt en tröja med texten "Heman Hunters", och Emilia ligger på Berts mage. Under en annan filt tittar två ögon fram. Längre bort springer ett litet barn mot vattnet med en plastdinosaurie. Två tjejer solar topless, och tittar på gör två killar samt en äldre man som försöker dölja det för sin sura fru med hjälp av tidningen. Vid stranden stajlar en machokille för två tjejer. Vid vattnet förekommer bad- och båtliv. Solen lyser, och fåglar flyger. På texten syns en fågel som fångat en fisk. Under en svart filt tittar två fötter fram, troligtvis Åke som är motståndare till sol och bad. På Berts och Emilias filt syns även en väska, med en tidning med texten "Brudar" och två tjejbröst. Strax bredvid Emilias vänstra fot ligger två simfötter i gräset, och en groda syns (Åke har två vattengrodor som heter Hasse och Lasse).

## Handling
Boken utspelar sig under det kalenderår som Bert fyller 14 år, och går vårterminen i 7:an och höstterminen i 8:an samt sommarlovet däremellan. Berättelsen börjar den 2 januari med Berts anteckningar i den nya dagboken. Han är, sedan slutet av oktober föregående kalenderår, kär i en flicka i klassen vid namn Emilia, fastän de flesta killarna i hans klass tycker hon är mesig då hon har bra betyg, gott uppförande och strukna kläder, och han är medveten om den risken. Bert skickar i januari ett brev till Emilia, men råkar avsluta med "Höpp och skit", vilket han ångrar men eftersom han då redan postat brevet försöker han i desperation få upp det ur postlådan, men fastnar i armen och angrips av två snöbollskastande mindre barn. Bert tvingas muta en förbipasserande kille att mot 25 kronor hämta Åke, som kommer med sprängdeg, och Bert tvingas muta Åke med 25 kronor för att låta bli sprängdegen, och hämta en bågfil och såga isär postlådan, men det lyckas inte helt och Kurre från bensinmacken måste hjälpa till.
Bert postar om brevet, men glömmer återigen bort att ändra avslutningen, och dunkar huvudet i postlådan och svär. På avstånd hörs sirener, och förstår att polisen är ute för att se var som hänt. Bert springer hem. Snart ger sig Bert, Åke och Lill-Erik av med buss för att åka slalom i backen, men Åke åker pulka och far ut i puckelpisten innan han hamnar på sjukhus.
Emilia erbjuder sig att komma hem till Bert och hjälpa honom med läxorna (som han försöker smuggla in), som handlar om Sveriges regeringsform, och tackar Bert för brevet han skrev till henne, vilket hon uppfattar som ett namnsdagsbrev , och hur hon läste upp det för sina föräldrar.
I mars har Bert en föräldafri videokväll med bland andra Åke, Lill-Erik, Torleif, Sandra, Camilla, Lisa och Emilia, där Lill-Erik glöms kvar i Berts föräldrars säng, och senare samma månad har klassen en vikarie i svenska som heter Willy, och många av tjejerna i klassen verkar gilla honom. När Emilia verkar tycka han är söt, och suckar och ritar hjärtan på bänken säger Bert till Willy att vissa "stökiga element i klassen" vandaliserar bänkarna med klotter.
Den 2 april går Lill-Erik fram till Olga i klass 5 C och frågar chans på henne, och sedan säger det är aprilskämt. Olga svarar att de är bara giltiga den 1 april. Under påskhelgen ser Bert sin gamla flickkompis Paulina på stan, och Björna kastar snus efter henne och skyller på Bert. Lill-Erik syns inte till, eftersom han fruktar påskharen. Efter påsklovet ser Bert att Emilia råkat klippa sig i fingret under lovet, och går fram till henne för att klappa henne lätt på handen och säga något snällt, då han råkar fastna med fingret i bandage, och drar tillbaka fingret så att det får med hennes tumme, vilken böjes bakåt och stukas. Emilia tvingas gå med armen i mitella i flera veckor, och Bert hittar inte ord för att be om ursäkt och går bara därifrån.
När fotbollssäsongen drar igång har Berts lag fått stryk med siffrorna 0-12, 1-9 och 0-24. Åke petas av tränaren Gordon för att ha kastat in en gummimänniska på plan i tredje matchen i stället för att spela. Åke lyckas snart värva 9-årige Charlie, som gör alla mål när Berts lag vinner med 3-1. Den 8 maj firar Åke sin namnsdag genom att "trimma" sin cykel med att avlägsna kedjan och bromsen, och ta fart från centrumbacken och far rakt in i urmakarens skyltfönster. När han får en räkning hugger han ner en flaggstång utanför stadshuset i kamp mot "korruptionen".
Under pingstafton stöter Bert på Emilia på Domus kalsongavdelning, och hon bjuder då hem Bert på middag under annandag pingst (på den tiden ledig i Sverige). Bert tror att när man äter hemma hos högutbildade läkare måste man kunna fint uppförande, bordsskick och äta med kniv och gaffel samt diskutera det finansiella läget i Sverige och skälla på facket. Bert tackar jag, och köper vita nejlikor till Emilias mamma. När han kommer dit äter han med kniv och gaffel, medan Emilias pappa äter med fingrarna.
Under sommaren tar Bert sitt första sommarjobb, som "glassgosse" på Bengtssons Café, men Bert fattar först fel, och tror det är en "glassig gosse" som söks, och tar på sig frack och köper en cigarr som han röker under anställningsintervjun, då han får höra att det handlar om "glassgosse" och att han inte får röka. Emilia (som springer "Motionstrampen"), Lill-Erik och Åke dyker alla upp för att köpa glass. Bert åker också till Danmark med familjen. Bert är även ute med mycket "gänget", och blir officiellt ihop med Emilia efter några sommarromanser, bland annat på badstranden (vilken även beskrivs på bokens baksida) och stadsparken, där Nadjas raggarbrorsor dyker upp och retar Bert innan Emilia lyckas skrämma bort dem. Berts sköldpadda Ove verkar dock ha svårt för Emilia, och skiter henne i näven. Åke sommarjobbar som komiker på en fabrik, men får sparken då han drar vitsar om arbetslösa dagen efter att 500 arbetare fått sparken.
När 8:an börjar har Berts klass hemkunskap, och efter att ha uppträtt otrevligt inför läraren tillåts Lill-Erik bara ha teoretisk undervisning. I september härjar Bert med gänget på cykel på stadens gator, de kallar sig "Cykelgalningarna" och är ett "häftigt gäng med rostiga styren och utan reflexer", som åker runt på stan och skriker "–Halka-kalka". Åke får sedan en moped i 14-årspresent.
I oktober meddelar Lill-Erik att han börjat styrketräna, men det visar inte vara med starka högstadiekillar, utan 3-kilostyngder ihop med lågstadiet, och han slutar då en kille i 2:an hotar att dra armen av honom. Lill-Erik skaffar också en tjej, som går i 7:an och heter Hildur, har rött hår och glasögon, och fastän han är ihop med Emilia tycker Bert att Hildur är snygg. Det ser också ut som att Lill-Erik skall flytta då hans pappa erbjuds bättre lön som biografmaskinist, men löneförhandlingarna strandar.
Berts gammelfarmor Beda på Gotland dör den 14 oktober och begravs på Gotland den kommande veckan, Berts familj åker till Gotland och är med på begravningen. Heman Hunters erbjuder sig att resa med och spela fridfulla rockballader, men i stället blåser en gotlänning i trumpet. I slutet av månaden tar Berts klass ett blodprov hos skolsyster, där killarna skriker för att skrämma varandra.
Bert PRAO:ar sedan på tidningsredaktionen i november. Heman Hunters spelar på fritidsgården "Hjorten" (men Åke hör fel och kallar den för "Lorten"), vilket Bert skriver om i tidningen, som "Treb Gnujl". Vid ett skolprov senare under månaden "snattar" Åke berättelse genom att smuggla in en bok av August Strindberg, "Fräknige Julius", som handlar om en fräknig man som tror han är en kvinna vid namn Julie, och blir kär i sin kvinnliga betjänt som han tror är en man. Bert skriver om en man som ser på TV, men kan inte komma på ett bra slut, och skriver då att det blir atomkrig och alla dör.
Den 3 december deltar Berts skola i en ishockeyturnering. I första matchen ligger man under med 1-12, när Lill-Erik utvisas två gånger för att ha slagit motståndare på käften. Bert blir arg på Lill-Erik, och de börjar slåss innan Bert gör sju solomål inom sex minuter i ren ilska, och Berts skola vinner sedan med 13-12. I andra matchen visas Bert ut för att ha tacklat lagkamraten Lill-Erik, och svurit åt domaren. Bert får skulden när hans skola förlorar med 0-8 och åker ur turneringen.
Senare i december skickar skickar Bert en diktbok, med kärleksdikter och blanka sidor att skriva egna dikter där Bert själv skriver några dikter, i julklapp till Emilia, men ångrar sig när han råkar avsluta med: "Snoppen sitter på kroppen och mår toppen".
Bert, Åke och Lill-Erik är ute som tomtenissar en eftermiddag och ringer på och sjunger. Åke har stulit en insamlingsbössa från Röda Korset i november, och luras med att pengarna går till "välgörande ändamål", vilket i själva verket är delar till Åkes gamla moped som han mekar med under lediga stunder, och de samlar in 134 kronor och 2 finska mark (då Lill-Erik sjungit Vi äro musikanter med finsk målbrottsröst). Den 22 december har Heman Hunters julbjudning hemma hos Åke, och den kvällen agerar Åke "diktator" och bestämmer allt. Lill-Erik får prickar över kroppen då Åke tvingar honom att äta torkade fikon, och Lill-Erik blir hysterisk och kastar som svar Lill-Erik ut Åke i snön och trycker snö i hans ansikte.
Torleif meddelar på träffen att han skall flytta, och spelar en begravningslåt på sin flöjt, men bemöts av hela bandets jubel. Åke blir då utkastad i snön av Torleif. Hela bandet springer då ut i vinternatten, och kastar sig nakna i snön, och ropar högt. En kvinnlig granne väcks, tittar ut genom fönstret och ringer polisen.
När boken slutar har det blivit 1 januari kommande kalenderår, och Bert beskriver den gångna nyårsnattens fest hos Lill-Erik, som haft föräldafritt och bjudit in Bert, Åke och 24 andra personer (bland andra Emilia och Torleif). Lill-Erik är orolig för att saker skall gå sönder, då alla övertalar honom om att få hoppa i sängarna. När Lill-Erik med sin fot råkar få sängen att braka samman, lovar han att hålla tyst, migrera till Albanien och inte tala på flera år, varefter han bäddas ner i sin egen säng av Bert och Emilia, vilka också ger honom en barnalbyl med nyponsoppa på sked. Bert och Emilia ger sig in i Lill-Eriks mammas syrum för att vara ensamma, då Åke kommer. Bert och Emilia går då ner i källaren, men då kommer Torleif och vill hålla kontakten då han flyttar. Både Bert och Emilia vill fortsätta romansen, då Åke laborerat med en sytråd och några elledningar går strömmen i huset, men Åke tvingar Bert att hjälpa honom hålla ett stearinljus medan Åke letar i telefonkataloger, där de hittar en halvt berusad elektriker som fixar felet inom fyra timmar och sedan vill ha betalt i kyssar av tjejerna, då Åke tar fram en peruk och kysser elektrikern på handen. Ljuset återvänder klockan kvart över ett på natten, och alla har missat tolvslaget och går hem.
Bert och Emilia går hemåt tillsammans i nyårsnatten, och innan de skiljs åt för kvällen lovar de att vara tillsammans hela livet, som ett försenat nyårslöfte. Därefter kysser de varandra adjö, och fortsätter sedan hemåt, åt var sitt håll. Senare får Bert syn på en "skitsnygg" tjej vid dygnetrunt-butiken "Harrys plejs". Bert och tjejen tittar på varandra, Bert tänker på Emilia och menar att han nog ändå aldrig trott på "larvet" med nyårslöften.

## Övrigt
- Kapitlet där Bert och Emilia träffas på Domus kalsongavdelning under pingstafton innehåller en referens till Teenage Mutant Ninja Turtles, som då var väldigt populära. Emilia skall köpa kalsonger till sin pappa och vill ha kaninmotiv, men Bert föreslår "Muterade sköldpaddshjältar". Serien var även känd som "Teenage Mutant Hero Turtles" i Sverige.
- I huvudserien av FF nummer 7 1997 förekommer en scen liknande bokens omslag, där Bert och Emilia solar sig tillsammans på badstranden, men där Bert i stället ligger på Emilias mage [4].

## Teater
Berts bravader sattes även upp sommaren 2009 som teater i författarnas hemstad Örebro. Tillsammans med Flack-revyn kommer Berts Bravader spelas på Nya parkteaterns utomhusscen.

### Fotnoter
1. ↑  ”Berts bravader” (på engelska). Worldcat. 11 mars 1991. https://www.worldcat.org/title/berts-bravader/oclc/186093336&referer=brief_results. Läst 29 mars 2015.
2. ↑  ”Detta har hänt”. Sören Olssons webbplats. http://www.sorenolsson.com/Soren_Olsson/Produktioner.html. Läst 31 mars 2015.
3. ↑  Notera: Emilia hade namnsdag i Sverige den 23 januari under åren 1901-2000.
4. ↑  FF med Bert 7 1997, sidan 4-8: - Bikinibrudar och glass, Semic Press AB, 1997